# Weinbau in Indiana
Weinbau in Indiana bezeichnet den Weinbau im amerikanischen Bundesstaat Indiana. Gemäß US-amerikanischem Gesetz ist jeder Bundesstaat und jedes County eine geschützte Herkunftsbezeichnung und braucht nicht durch das Bureau of Alcohol, Tobacco, Firearms and Explosives als solche anerkannt zu werden.
Aufgrund der frühen Besiedlung und einer Weinbaugeschichte seit dem Jahr 1816 lag Indiana noch Mitte des 19. Jahrhunderts auf Rang zehn der wichtigsten Anbaugebiete der Vereinigten Staaten. Wie fast überall kam der Weinbau spätestens durch die Alkoholprohibition zum Erliegen. Zurzeit gibt es eine einzige definierte American Viticultural Area (kurz AVA), die Ohio River Valley AVA.